# Onustus
Onustus  (no século XX colocados no gênero Tugurium e Trochotugurium) é um gênero de moluscos gastrópodes marinhos pertencente à família Xenophoridae. Foi classificado por William John Swainson, em 1840, na obra A Treatise on Malacology or Shells and Shell-fish; com Onustus indicus (Gmelin, 1791) sendo a espécie-tipo. Sua distribuição geográfica abrange os mares tropicais, entre o mar do Caribe e o Indo-Pacífico, incluindo a costa do Brasil.

## Descrição
Ao contrário de Xenophora, que é toda revestida de objetos, as espécies do gênero Onustus geralmente são dotadas de umbílico e aderem pequenas pedras ou grãos de areia às suas primeiras voltas, geralmente deixando as últimas sem objetos, com uma aba ao redor de sua base. Algumas espécies, como Onustus caribaeus, apresentam objetos como conchas em sua aba externa.

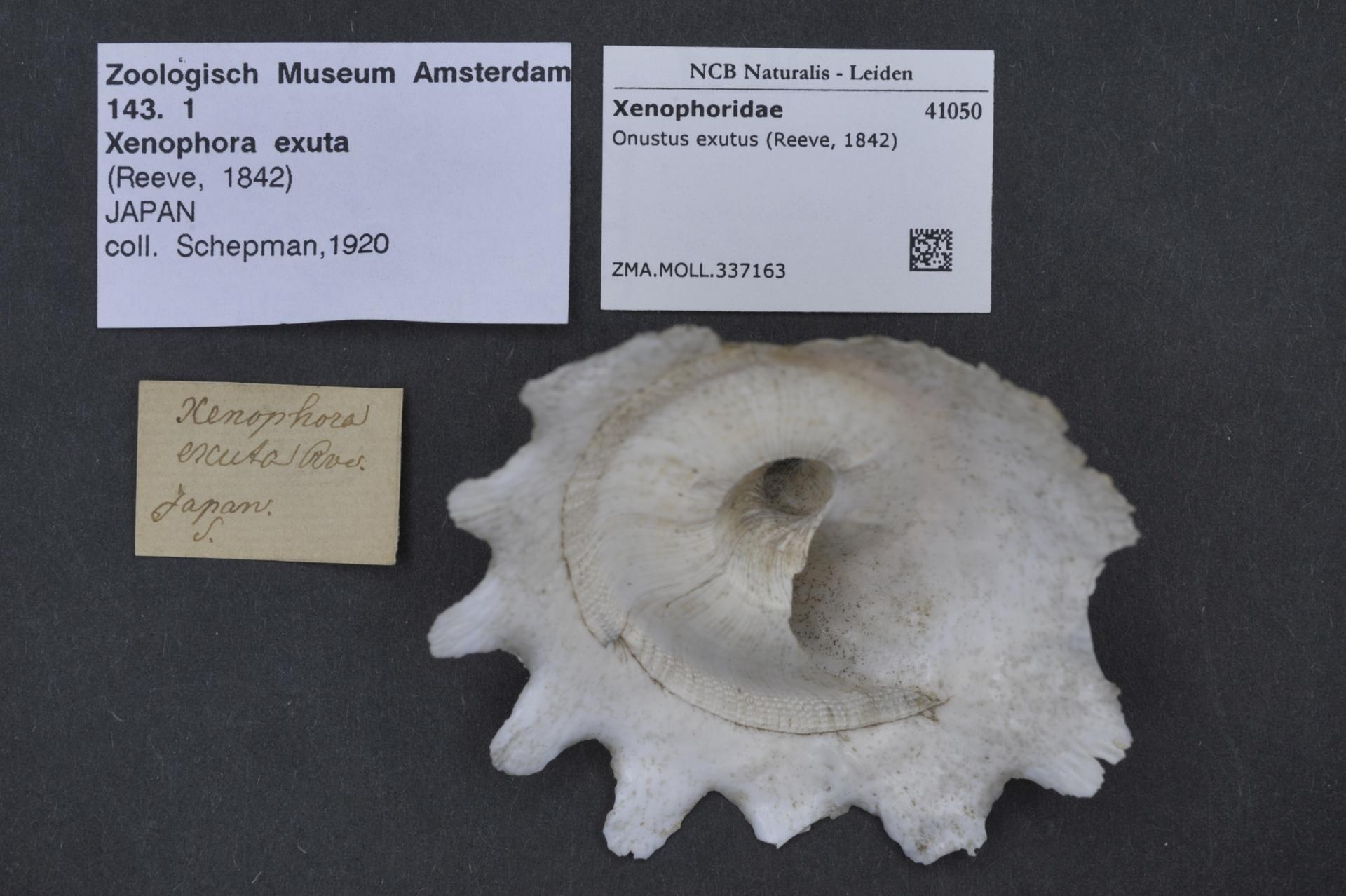
Uma concha de Onustus exutus (Reeve, 1842)[1] vista por baixo, coletada no Japão e pertencente à coleção do Museu de História Natural de Leiden; uma espécie que fixa nada mais do que grãos de areia no topo de sua espiral.

## Espécies deOnustus
Onustus aquitanus Simone & Cunha, 2012
Onustus caribaeus (Petit de la Saussaye, 1857)
Onustus exutus (Reeve, 1842)
Onustus indicus (Gmelin, 1791)
Onustus longleyi (Bartsch, 1931)